# Joseph Anton Steffan
 (juin 2024).
Si vous disposez d'ouvrages ou d'articles de référence ou si vous connaissez des sites web de qualité traitant du thème abordé ici, merci de compléter l'article en donnant les références utiles à sa vérifiabilité et en les liant à la section « Notes et références ».
Pour les articles homonymes, voir Štěpán.
Joseph Anton Steffan ou Josef Antonín Štěpán (né à Kopidlno, en royaume de Bohême, le 14 mars 1726 – mort à Vienne le 12 avril 1797) est un compositeur et un pianiste bohémien de la période classique.

## Biographie
Steffan est né dans un petit village situé à 80 kilomètres à l'est de Prague. Son père est cantor à l'église et l'on suppose que c'est lui qui lui donne les rudiments de son apprentissage musical puisqu'il avait la charge de l'éducation des garçons du chœur. 
En 1741, le jeune Steffan fuit les troupes prussiennes pour Vienne, reçu par le comte Schlik de Kopidlno. Âgé de 15 ans, il est l'élève de piano et de composition de Wagenseil. Il devient vite un brillant virtuose du clavier. En 1766, il est recommandé comme professeur de clavecin des archiduchesses Marie-Caroline et Marie-Antoinette d'Autriche, place qu'occupait son maître. 
En 1775, il perd la vue, ce qui l'isole complètement de la société viennoise. Cependant, il poursuit son travail de composition. Il meurt à Vienne le 12 avril 1797.

## Style
Joseph Anton Steffan est l'un des représentants du style classique viennois et fut totalement oublié pendant deux siècles. Proche d'un compositeur très populaire en son temps, Wagenseil, il en hérite la virtuosité au clavier. Son concerto en si bémol majeur (écrit entre 1780 et 1790) est contemporain de ceux de Mozart et en a la grâce et la verve. 

## Œuvres
- 6 Sonates pour piano opus 2 (1760)
  1. ré majeur
  2. fa majeur
  3. ut majeur
  4. sol majeur
  5. mi-bémol majeur
  6. ut majeur
- Sonates pour piano opus 3
- Concerto pour clavier en ré majeur, Š. 116 (c. 1773)
- Concerto pour clavier en sol majeur, Š. 109 (c. 1773)
- Concerto pour clavier en si-bémol majeur
- Sammlung Deutscher Lieder (1778)
- Stabat Mater

## Liens contextuels
- Musique de la période classique
- Piano-forte